# Libero Lenti
Libero Lenti (Alessandria, 18 febbraio 1906 – Milano, 5 maggio 1993) è stato uno statistico ed economista italiano.

## Biografia
Nacque da Carlo Lenti e da Maria Eugenia Balbi.
Si laureò nel 1927 all'Università Bocconi di Milano e in questo ateneo iniziò l'attività di docenza; Nel 1936 conseguì la libera docenza in Statistica, e nel 1939 venne chiamato dall'Università di Pavia alla cattedra di Statistica, dove insegnò presso la Facoltà di Scienze Politiche e successivamente presso la Facoltà di Giurisprudenza fino al 1964. Si trasferì poi all’Università di Milano dove insegnò Statistica presso la Facoltà di Giurisprudenza fino al 1981, quando venne nominato Professore emerito e collocato fuori ruolo. Fu socio dell'Accademia Nazionale dei Lincei e dell'Istituto Lombardo Accademia di Scienze e Lettere.
Negli anni trenta entrò in contatto con iniziative di fronda antifascista come il G.A.R. (Gruppo Amici della Razionalizzazione) connesso alla rivista L'Ufficio Moderno. Insieme ad alcuni amici, una volta sciolto il G.A.R., contribuì a dare vita a un quindicinale, "Borsa", che pubblicava saggi critici dell’economia corporativa. Uscirono solo 26 numeri a partire dal febbraio del 1933. Nel 1944, durante la guerra, fu tra i fondatori del Partito d'Azione. Nello stesso periodo per sfuggire alle persecuzioni abbandonò l'insegnamento per rifugiarsi nelle Langhe. Nell’autunno-inverno del 1944-45, in clandestinità, redasse un vero e proprio piano di ricostruzione, elaborato in base ai dati consultati presso l’ufficio studi dell’Ansaldo di Genova. Nel dopoguerra ha partecipato intensamente alla vita politica ed economica del paese. È stato statistico ed economista con un rilevante interesse per l’economia applicata, attento alle conseguenze sociali e politiche delle decisioni economiche. Le radici del suo pensiero sono individuabili nel socialismo liberale e nell’insegnamento di Luigi Einaudi. Nei numerosissimi contributi e scritti sono ricorrenti alcuni concetti chiave come quello di struttura produttiva, circuito del reddito, compatibilità macroeconomiche, risparmio, investimenti e produttività. La difesa della moneta e la stabilità monetaria sono considerate la condizione per favorire gli investimenti, l’accumulazione di capitale e dunque anche la crescita dell’occupazione e del reddito.
Lenti ha contribuito a dare vita ad importanti iniziative, riviste e istituzioni economiche che in parte ancora sopravvivono. Alla Snia Viscosa ha organizzato uno di quegli uffici studi che, similmente a quello della Banca Commerciale, hanno contribuito allo sviluppo e alla diffusione delle ricerche e della cultura economica non soltanto a Milano, ma anche nel resto del Paese. Nel primo dopoguerra, nell’ambito dell'Assemblea Costituente, ha preso parte ai lavori preparatori della Commissione economica presieduta da Giovanni Demaria. Nel settembre 1946, insieme a Ferdinando di Fenizio, Roberto Tremelloni e altri, ha fondato il “nuovo” quotidiano economico 24 Ore (ora Il Sole 24 Ore), la cui direzione venne affidata all'ingegner Piero Colombi. Ha partecipato alla fondazione, sempre nel 1946, dell'Istituto per gli Studi Economici (ISE) e nel 1947 di Mondo Economico, la cui pubblicazione cesserà nel 1997. Insieme a di Fenizio partecipò alla stesura delle prime edizioni della "Relazione generale sulla situazione economica del paese", introdotta a partire dal 1949 dalla legge Ruini-Paratore (L. 21 agosto 1949 n. 639) e presentata ogni anno dal Ministero del bilancio e della programmazione economica,disegnando quell'impostazione di analisi delle principali variabili macroeconomiche e di contabilità nazionale che ancora oggi la caratterizza. Basti ricordare, a questo proposito, il ruolo di Lenti nel Consiglio superiore di statistica e nel Comitato tecnico dell’Istituto Centrale di Statistica (ISTAT). È stato uno dei componenti del Comitato scientifico per il piano Vanoni, e successivamente della Commissione Papi e del Comitato Nazionale per la Programmazione Economica (C.N.P.E.). Primo risultato concreto dell’avvio di una politica di programmazione fu la creazione nel 1955 dell’Istituto nazionale per lo studio della congiuntura (ISCO), di cui Lenti diventò vicepresidente.
È stato editorialista del Corriere della Sera, ha pubblicato numerosi saggi di carattere scientifico e divulgativo e ha ricoperto la carica di presidente della Banca Popolare di Milano dal 1956 al 1960.
Libero Lenti è morto a 87 anni stroncato da infarto il 5 maggio 1993 nella sua casa di Milano. Riposa nella tomba di famiglia del cimitero di Casalbagliano (AL).

## Scritti (selezione)
- Analisi di statistica economica, Milano, Aracne, 1934.
- Statistica economica, Milano, A. Giuffre, 1938.
- Problemi economici d'oggi, MIlano, Garzanti, 1956.
- Saggi di macroeconomica, Milano, A. Giuffre, 1961.
- Cento anni di sviluppo economico, Pavia, Industrie lito-tipografiche M. Ponzio, 1961.
- I conti della nazione. vol. XIX del Trattato italiano di economia, diretto da Gustavo Del Vecchio e Celestino Arena. Torino, Utet 1965.
- Inventario dell'economia italiana : 1945-1965 ed oltre, Milano, Garzanti, 1966.
- La contabilità degli italiani, Roma, Studium, 1973.
- Le radici del tempo : passato al presente e futuro, Milano, F. Angeli, 1983.
- L' economia degli anni Ottanta. Un parziale ritorno all'ordine dopo la crisi degli anni Settanta. Che fare e come fare in Italia nel prossimo decennio, Milano, Edizioni del Sole-24 ore, 1988.
- Elementi per un piano di ricostruzione economica dell'Italia, Milano, Università commerciale Luigi Bocconi, 1996.